# Kumulace funkcí

Kumulace funkcí ve veřejné správě

Kumulace funkcí (z latiny cumulus „hromadění“) je termín, který v sociologii a politologii označuje souběžné zastávání různých veřejných funkcí a mandátů na politické nebo ekonomické úrovni.
Kumulace funkcí je běžná v české politice a vyvolává debaty o efektivitě, střetu zájmů a finančních odměnách.

## Kumulace funkcí v Česku
V roce 2025 byl v Poslanecké sněmovně Parlamentu České republiky projednán návrh zákona, který bych schválen v březnu 2025.
Zákon definuje kumulaci funkcí, zejména prostřednictvím novelizace zákona o obcích a krajích a stanovuje, že pokud člen zastupitelstva obce zastává zároveň funkci v krajském zastupitelstvu nebo v hlavním městě Praze, obdrží plnou odměnu pouze z jednoho samosprávného celku – toho, který mu poskytne vyšší odměnu. Druhý samosprávný celek vyplatí pouze 40 % této částky. Stejný princip platil i pro neuvolněné členy zastupitelstev zastávající funkce starosty, primátora nebo místostarosty a zároveň působící v krajském zastupitelstvu či Senátu nebo Poslanecké sněmovně.

Toto zákonné opatření, s cílem regulovat výši odměn u politiků s více funkcemi, povede k větší transparentnosti a efektivitě veřejné správy. Ustanovení pro kumulaci funkcí nabudou účinnosti od 1. ledna 2026.
| „                                                     | Já osobně si myslím, že kumulace funkcí je v neprospěch správy těch daných úrovní. Ten člověk kumulaci dělá, nemůže tu práci dělat naplno. | “ |
| — Marian Jurečka, poslanec parlamentu České republiky | |   |

### Kritika
Kritici argumentují, že souběh několika funkcí může vést k neefektivitě a střetu zájmů. Politici s více funkcemi nemusí zvládat plně vykonávat všechny své povinnosti, přičemž kumulace přináší také vyšší finanční příjmy, což může být veřejností vnímáno negativně.

### Příklady kumulace funkcí v Česku
Podle přijatého zákona je kumulace funkcí definována jako souběh funkcí v obecním zastupitelstvu, zastupitelstvu kraje nebo Parlamentu České republiky. Tento seznam zahrnuje příklady politiků, kteří současně vykonávají funkce na těchto úrovních.
| Jméno a příjmení           | Obecní úroveň                   | Krajská úroveň                      | Národní úroveň           |
| -------------------------- | ------------------------------- | ----------------------------------- | ------------------------ |
| Josef Bělica               | primátor města Havířov          | hejtman Moravskoslezského kraje     | poslanec Parlamentu ČR   |
| Richard Brabec             |                                 | hejtman Ústeckého kraje             | poslanec Parlamentu ČR   |
| Bohuslav Svoboda           | primátor hlavního města Prahy   |                                     | poslanec Parlamentu ČR   |
| Jana Mračková Vildumetzová |                                 | zastupitelka Karlovarského kraje    | poslankyně Parlamentu ČR |
| Martin Netolický           | radní města Česká Třebová       | hejtman Pardubického kraje          |                          |
| Robert Stržínek            | starosta Valašského Meziříčí    | zastupitel Zlínského kraje          | poslanec Parlamentu ČR   |
| Miloš Vystrčil             | zastupitel města Telč           | zastupitel Kraje Vysočina           | senátor Parlamentu ČR    |
| Jiří Čunek                 | starosta města Vsetín           | zastupitel Zlínského kraje          | senátor Parlamentu ČR    |
| Tomáš Chmela               | starosta města Slavičín         | náměstek hejtmana Zlínského kraje   |                          |
| Stanislav Blaha            | starosta města Uherské Hradiště |                                     | poslanec Parlamentu ČR   |
| Eliška Olšáková            | radní města Valašské Klobouky   | náměstkyně hejtmana Zlínského kraje | poslankyně Parlamentu ČR |